# Lorenzo Bartoli
Pour les articles homonymes, voir Bartoli.
Lorenzo Bartoli (né à Rome le 7 avril 1966 et mort dans la même ville le 5 octobre 2014) est un auteur de bande dessinée et romancier italien.
Il est notamment connu pour avoir créé avec Roberto Recchioni la série fantastique John Doe (it) (2002-2012) et la série policière Detective Dante (it) (2005-2007), toutes deux publiées par Eura Editoriale (it), dont il était directeur éditorial.

## Récompense
- 2005 : Prix Micheluzzi de la meilleure série italienne pour John Doe (it) (avec Roberto Recchioni)